# Neurophyseta ustalis
Neurophyseta ustalis là một loài bướm đêm trong họ Crambidae.